# كينيتشي آبي
كينيتشي آبي (باليابانية: 阿部健市) هو عسكري ياباني، ولد في 1 مارس 1923 في أويتا في اليابان.